# Зобово (Московская область)
Зобово — деревня в Волоколамском районе Московской области России, входит в состав сельского поселения Спасское. Население — 28 чел. (2010).

## География
Деревня Зобово расположена на западе Московской области, в юго-восточной части Волоколамского района, примерно в 13 км к юго-востоку от города Волоколамска, с которым связана прямым автобусным сообщением. Ближайшие населённые пункты — деревни Каменки, Таболово и Куликово. Около деревни расположен пруд.

## Население
| 1859 | 1890 | 1899 | 1926 | 2002 | 2006 | 2010 |
| ---- | ---- | ---- | ---- | ---- | ---- | ---- |
| 432  | ↘207 | ↘194 | ↗237 | ↘34  | ↘31  | ↘28  |

## История
В «Списке населённых мест» 1862 года — владельческая деревня 1-го стана Рузского уезда Московской губернии на просёлочной дороге между Волоколамским и Воскресенским трактами, в 26 верстах от уездного города, при безымянной речке, с 48 дворами и 432 жителями (213 мужчин, 219 женщин).
По данным на 1890 год — деревня Судниковской волости Рузского уезда с 207 душами населения.
В 1913 году — 47 дворов.
По материалам Всесоюзной переписи населения 1926 года — деревня Каменского сельсовета Судниковской волости Волоколамского уезда в 13 км от Осташёвского шоссе и 14 км от станции Волоколамск Балтийской железной дороги. Проживало 237 жителей (102 мужчины, 135 женщин), насчитывалось 44 крестьянских хозяйства.
С 1929 года — населённый пункт в составе Волоколамского района Московского округа Московской области. Постановлением ЦИК и СНК от 23 июля 1930 года округа как административно-территориальные единицы были ликвидированы.
1929—1939, 1957—1963, 1965—1973 гг. — деревня Таболовского сельсовета Волоколамского района.
1939—1952, 1954—1957 гг. — деревня Таболовского сельсовета Осташёвского района.
1952—1954 гг. — деревня Грулевского сельсовета Осташёвского района.
1963—1965 гг. — деревня Спасского сельсовета Волоколамского укрупнённого сельского района.
1973—1994 гг. — деревня Судниковского сельсовета Волоколамского района.
В 1994 году Московской областной думой было утверждено положение о местном самоуправлении в Московской области, сельские советы как административно-территориальные единицы были преобразованы в сельские округа.
1994—2006 гг. — деревня Судниковского сельского округа Волоколамского района.
С 2006 года — деревня сельского поселения Спасское Волоколамского муниципального района Московской области.